# Фресно (округ, Каліфорнія)
Шаблон:StateAbbr_ 36°45′ пн. ш. 119°39′ зх. д. / 36.75° пн. ш. 119.65° зх. д.
Округ Фресно (англ. Fresno County) — округ (графство) у штаті Каліфорнія, США. Ідентифікатор округу 06019.

## Історія
Округ утворений 1856 року.

## Демографія
За даними перепису
2000 року
загальне населення округу становило 799407 осіб, зокрема міського населення було 698827, а сільського — 100580.
Серед мешканців округу чоловіків було 400476, а жінок — 398931. В окрузі було 252940 домогосподарств, 186736 родин, які мешкали в 270767 будинках.
Середній розмір родини становив 3,59.
Віковий розподіл населення поданий у таблиці:
| Стать    | До 15 років | 15-21 | 22-29 | 30-39 | 40-49 | 50-65 | 65-85 | Понад 85 |
| -------- | ----------- | ----- | ----- | ----- | ----- | ----- | ----- | -------- |
| Чоловіки | 109607      | 49357 | 48254 | 58825 | 53430 | 47800 | 30069 | 3134     |
| Жінки    | 104648      | 45711 | 43748 | 56069 | 53122 | 49627 | 39433 | 6573     |

## Громади

### Міста
- Кловіс
- Коалінґа
- Фаєрбо
- Фовлер
- Фресно (центр округу)
- Гурон
- Керман
- Кінґсбурґ
- Мендота
- Оранж Коув
- Парлієр
- Рідлі
- Сан Жаклін
- Санґер
- Селма

### Переписні місцевості
- Оберрі
- Біґ Крік
- Біола
- Бовлз
- Кальва
- Кантуа Крік
- Карутерс
- Сентервіль
- Дель Рей
- Істон
- Форт Вашингтон
- Фріант
- Ланаре
- Латон
- Малага
- Майфаєр
- Мінклер
- Монмут
- Олд Фіґ Ґарден
- Райзін Сіті
- Рівердейл
- Шейвер Лейк
- Скво-Веллі
- Саннісайд
- Тарпей Вілледж
- Трі Рокс
- Транквіліті
- Вест Парк

### Невключені громади
- Авокадо
- Баррел[en]
- Данлеп[en]
- Хайвей Сіті[en]
- Мерсі Хот Спрінґс[en]
- Пратер[en]
- Ролінда[en]
- Толхауз[en]

## Виноски
1. ↑  U.S. Decennial Census. United States Census Bureau. Архів оригіналу за 26 квітня 2015. Процитовано 24 вересня 2015.
2. ↑  Historical Census Browser. University of Virginia Library. Архів оригіналу за 11 серпня 2012. Процитовано 24 вересня 2015.
3. ↑  Forstall, Richard L., ред. (27 березня 1995). Population of Counties by Decennial Census: 1900 to 1990. United States Census Bureau. Процитовано 24 вересня 2015.
4. ↑  Census 2000 PHC-T-4. Ranking Tables for Counties: 1990 and 2000 (PDF). United States Census Bureau. 2 квітня 2001. Процитовано 24 вересня 2015.
5. ↑  California Department of Finance - Population Estimates. US Census Bureau. Архів оригіналу за 14 лютого 2020. Процитовано 19 квітня 2019. [Архівовано 2020-02-14 у Archive.is](англ.) Наведено за англійською вікіпедією.
6. ↑  American FactFinder. Бюро перепису населення США. Архів оригіналу за 26 лютого 2012. Процитовано 31 січня 2008. [Архівовано 2008-05-21 у Wayback Machine.]

| США | Це незавершена стаття з географії США. Ви можете допомогти проєкту, виправивши або дописавши її. |